# لمنة برعمية
لمنة برعمية (الاسم العلمي:Lemna turionifera) هي نوع من النباتات يتبع جنس اللمنة من الفصيلة اللوفية.